# Herman Donners
Herman Louis Clement Donners (ur. 5 sierpnia 1888 w Antwerpii, zm. 15 maja 1915 w Calais) – belgijski piłkarz wodny, dwukrotny medalista igrzysk olimpijskich.
Zdobył srebrny medal w turnieju piłki wodnej na igrzyskach olimpijskich w 1908 w Londynie. Cztery lata później, podczas igrzysk olimpijskich w Sztokholmie ponownie zdobył medal, tym razem brązowy w piłce wodnej.
W styczniu 1914 wstąpił do belgijskiego wojska. Zginął w maju 1915 w walkach we Francji.